# 娘子谷大屠殺
娘子谷大屠殺，舊稱巴比亞爾大屠殺，是納粹黨在第二次世界大戰進攻蘇聯期間，於烏克蘭首都基輔附近名為「娘子谷」（羅馬化：Babyn Yar）的山溝進行一系列大屠殺。

## 過程
最惡名昭著的屠殺事件發生在1941年9月29日-30日，33,771名猶太人在單一行動中被殺死。軍政府長官少將卡爾·埃伯哈特，南方集團軍麾下的警察部隊總司令弗里德里希·耶克爾恩和別動隊C隊司令奧托·拉斯徹（Otto Rasch）決意要消滅基輔內全部的猶太人。特遣隊4A士兵、黨衛隊、保安處、烏克蘭警察執行該次屠殺。娘子谷大屠殺是納粹政權進攻蘇聯期間最大的單一大屠殺，只有1943年11月收缴行动（42,000-43,000人受害）的死亡人數更多，1941年敖德薩大屠殺在1941年10月發生，當時羅馬尼亞部隊殺死超過50,000名猶太人。
娘子谷大屠殺遇難者包括數千名蘇聯戰俘、共產主義者、吉普賽人、烏克蘭民族主義者與平民。根據估計，德國佔領期間總共有10萬至15萬人於娘子谷被殺。

### 紀念館
2016年9月29日，時任烏克蘭總統彼得·波罗申科與當地人士發起建立之娘子谷大屠殺紀念館落成啟用，該館位於基輔電視塔一側。俄羅斯入侵烏克蘭期間，在2022年3月1日當地時間約下午五點許，基輔電視塔遭俄軍發射之兩枚導彈之攻擊波及受損，唯原定攻擊目標的電視塔卻完好無損。部分猶太團體公開聲明譴責俄軍之行為，及後BBC報導稱：只有在旁邊尚未啟用的博物館大樓受襲損毁，主體建築與紀念碑等未受損。

## 後續

### 泥石流
1961年春天，娘子谷發生了大規模泥石流。山谷中的一座土壩被用來儲存當地磚廠在十年來沒有充分排水的情況下抽出的壤土漿。大壩在暴雨襲擊後倒塌，引發泥石流，席捲了低窪的庫列尼夫卡社區和其他幾個地區。死亡人數估計在1,500至2,000人之間。

### 2022年俄羅斯轟炸
2022年3月1日，在俄羅斯入侵烏克蘭期間，俄羅斯軍隊在試圖摧毀附近的基輔電視塔時襲擊了該地點。這次襲擊導致至少五人死亡。

## 外部連結
- 娘子谷大屠殺紀念館官方網站
- 娘子谷大屠殺紀念館的Facebook專頁
- 娘子谷大屠殺紀念館的X（前Twitter）